# Phaeophyscia fumosa
Phaeophyscia fumosa är en lavart som beskrevs av Moberg. Phaeophyscia fumosa ingår i släktet Phaeophyscia och familjen Physciaceae.   Inga underarter finns listade i Catalogue of Life.